# Elfenstein
Der Elfenstein ist ein etwa 475 m ü. NHN hoher Bergsporn der Nordabdachung des Harzes mit gleichnamigem Quarzfelsen oberhalb der Kernstadt von Bad Harzburg im gemeindefreien Gebiet Harz des Landkreises Goslar (Niedersachsen).

## Geographische Lage
Der Elfenstein liegt im Oberharz im Naturpark Harz. Er erhebt sich westlich der Kernstadt von Bad Harzburg und südwestlich des Harzburger Ortsteils Bündheim zwischen dem Tal der Gläsecke im Westen und jenem der Bleiche im Osten.

## Geologie
Der Elfenstein ist der höchste Punkt einer rund 400 Meter langen und 15 Meter breiten Quarzmauer von bis zu 30 Meter Höhe. Sie entstand, als sich das Grundgebirge des Harzes vor ca. 70 Millionen Jahren um mehr als 3 km gegenüber dem nördlichen Vorland angehoben hat.

## Beschreibung und Geschichte
Auf dem Berg befindet sich die Granitfelsformation Elfenstein (um 450 m), die 1578 als Elwenstein erstmals schriftlich erwähnt wurde. Im Mittelalter wurden die Felsen als Wohnstätte von Elfen und ähnlichen Lichtgestalten angesehen.
Ausgrabungsfunde der Gegend weisen auf eine Besiedlung in der Bronzezeit hin. Unterhalb der Felsformation befinden sich die Überreste eines historischen Steinbruches. Auf der Nordostflanke des bewaldeten Bergs, nahe dem Weg zwischen dem Bleichebach und dem ehemaligen Silberborn, wurde 1857 eine altgermanische Wohn- und Grabstätte entdeckt.

## Aussichtsmöglichkeit und Wandern
Der einfachste Wanderweg  50 C zum Elfenstein ist der ausgeschilderte Waldweg, welcher von Bündheim über den Quarzbruchweg und Elfensteinstieg am Aussichtspunkt Harzburger Fenster vorbei zum Elfenstein führt.
Für Rundwanderungen bietet sich entweder der Start am Café Goldberg in Göttingerode an, der über den 48-Pfennig-Weg, das Schlackental und die Kästestraße führt oder der Start am Café Winuwuk, welcher durch das Bleichetal ebenfalls auf die Kästestraße führt.
Von der über Treppen begehbaren Aussichtsplattform auf dem Elfenstein, fällt der Blick über die Rennbahn Bad Harzburg auf den Harlyberg in das nördliche Harzvorland. Die Felsformation Elfenstein ist als Nr. 120 in das System der Stempelstellen der Harzer Wandernadel einbezogen.